# Consorti dei sovrani del Belgio

Stemma dei Sovrani del Belgio

Le Consorti del Belgio sono state le donne sposate con i monarchi del Belgio durante i loro regni. In qualità di unico coniuge di un monarca riconosciuto popolare, tutti i coniugi dei sovrani del Belgio hanno avuto il titolo di Regina del Belgio e l'appellativo di Maestà, ad eccezione di Lilian Baels, seconda moglie di Leopoldo III del Belgio che aveva il titolo di Principessa de Rethy, nonostante tecnicamente fosse regina consorte. Tutti i monarchi fino ad ora sono stati di sesso maschile quindi ci sono solo regine consorti. Di seguito ci sono le mogli dei sovrani del Belgio dal 1831:

## Consorti reali del Belgio
Sassonia-Coburgo-Gotha (1831 - attuale) 
| Immagine | Nome                         | Padre                                                   | Nascita           | Matrimonio       | Divenne Consorte                   | Cessò di essere Consorte              | Morte             | Coniuge      |
| -------- | ---------------------------- | ------------------------------------------------------- | ----------------- | ---------------- | ---------------------------------- | ------------------------------------- | ----------------- | ------------ |
|          | Luisa Maria d'Orléans        | Luigi Filippo di Francia (Borbone-Orléans)              | 3 aprile 1812     | 9 agosto 1832    | 9 agosto 1832                      | 11 ottobre 1850                       | 11 ottobre 1850   | Leopoldo I   |
|          | Maria Enrichetta d'Austria   | Arciduca Giuseppe, Palatino d'Ungheria (Asburgo-Lorena) | 23 agosto 1836    | 22 agosto 1853   | 10 dicembre 1865 ascesa del marito | 19 settembre 1902                     | 19 settembre 1902 | Leopoldo II  |
|          | Elisabetta in Baviera        | Duca Carlo Teodoro in Baviera (Wittelsbach)             | 25 luglio 1876    | 2 ottobre 1900   | 17 dicembre 1909 ascesa del marito | 17 febbraio 1934 morte del marito     | 23 novembre 1965  | Alberto I    |
|          | Astrid di Svezia             | Principe Carlo di Svezia (Bernadotte)                   | 17 novembre 1905  | 4 novembre 1926  | 17 febbraio 1934 ascesa del marito | 29 agosto 1935                        | 29 agosto 1935    | Leopoldo III |
|          | Mary Lilian Baels (de facto) | Henri Baels                                             | 28 novembre 1916  | 6 dicembre 1941  | 6 dicembre 1941                    | 16 luglio 1951 abdicazione del marito | 7 giugno 2002     | Leopoldo III |
|          | Fabiola de Mora y Aragón     | Conte Gonzalo de Mora y Fernández (De Mora)             | 11 giugno 1928    | 15 dicembre 1960 | 15 dicembre 1960                   | 31 luglio 1993 morte del marito       | 5 dicembre 2014   | Baldovino    |
|          | Paola Ruffo di Calabria      | Principe Fulco Ruffo di Calabria (Ruffo di Calabria)    | 11 settembre 1937 | 2 luglio 1959    | 9 agosto 1993 ascesa del marito    | 21 luglio 2013 abdicazione del marito |                   | Alberto II   |
|          | Mathilde d'Udekem d'Acoz     | Conte Patrick d'Udekem d'Acoz (D'Udekem d'Acoz)         | 20 gennaio 1973   | 4 dicembre 1999  | 21 luglio 2013 ascesa del marito   |                                       |                   | Filippo      |